# The Muddy Waters Woodstock Album
The Muddy Waters Woodstock Album — студійний альбом американського блюзового музиканта Мадді Вотерса, випущений у 1975 році лейблом Chess. У записі взяли участь Левон Гелм і Гарт Гадсон з гурту The Band та Пол Баттерфілд. 1976 року альбом був удостоєний премії «Греммі» (в категорії «Найкращий запис етнічної або народної музики»).

## Про альбом
Цей альбом Мадді Вотерса був випущений у квітні 1975 року і став останнім для музиканта на лейблі Chess. Записаний за участю двох учасників гурту The Band Левона Гелма та Гарта Гадсона, а також гастрольного гурту Вотерса. Левон грає на барабанах і басу, а Гарт на органі, акордеоні і саксофоні. Окрім цього, крім Гарта і Левона тут Пайнтоп Перкінс на фортепіано, Пол Баттерфілд на гармоніці і Боб Марголін на гітарі. Записаний цей альбом був 6 і 7 лютого 1975 року на вудстокській студії Левона Гелма Bearsville's Studio в Нью-Йорку.
Вотерс тут виконує декілька кавер-версій (включаючи «Caldonia» і «Let the Good Times Roll» Луї Джордана) і грає на слайд-гітарі. Потім Вотерс здивував своїх шанувальників, коли взяв участь у прощальному концерті the Band, який відбувся на День подяки у 1976 році на запрошення Левона Гелма (цей концерт став відомим як «The Last Waltz», тобто «Останній вальс»).

## Визнання
1976 року на 18-й церемонії нагородження премії «Греммі» альбом переміг в категорії «Найкращий запис етнічної або народної музики». Ця нагорода стала третьою із шести «Греммі» в кар'єрі Вотерса.

## Список композицій
1. «Why Are People Like That» (Боббі Чарльз) — 3:35
2. «Going Down to Main Street» (Маккінлі Морганфілд) — 3:57
3. «Born with Nothing» (Маккінлі Морганфілд) — 5:02
4. «Caledonia» (Флісі Мур) — 6:14
5. «Funny Sounds» (Маккінлі Морганфілд) — 4:32
6. «Love, Deep as the Ocean» (Маккінлі Морганфілд) — 5:10
7. «Let the Good Times Roll» (Флісі Мур, Сем Терд) — 5:13
8. «Kansas City» (Джеррі Лібер, Майк Столлер) — 5:09
9. «Born with Nothing» (Маккінлі Морганфілд) — 5:20

## Учасники запису
- Мадді Вотерс — гітара, вокал
- Пайнтоп Перкінс — фортепіано; вокал [додатковий] (4, 8)
- Пол Баттерфілд — губна гармоніка
- Боб Марголін — гітара
- Гарт Гадсон — орган, акардеон, саксофон
- Левон Гелм — ударні, бас-гітара
- Фред Картер — бас-гітара, гітара
- Говард Джонсон — саксофон

Технічний персонал
- Генрі Гловер — продюсер
- Боб Людвіг — мастеринг
- Ніл Терк — артдиректор
- Гай Кросс — фотографія обкладинки